# Kaiken Líneas Aéreas
Kaiken Líneas Aéreas fue una empresa de transporte aéreo comercial fundada en 1990 como taxi aéreo
En 1993, empieza a realizar vuelos regulares entre Río Gallegos, Río Grande, Ushuaia y Punta Arenas
Kaikén dejó de volar en 1999 dejando una flota de aviones fantasma en el aeropuerto de Río Grande

## Flota
1 Aero Commander 500S
1 Piper PA-31 Navajo Chieftain
1 IAI-102 Arava
3 Fairchild Metro
2 DHC7 Dash7
2 SAAB 340 (ex LAPA) 